# Fallbrook
Fallbrook es un lugar designado por el censo ubicado en el condado de San Diego, estado de California. En el año 2020 tenía una población de 319267 habitantes.  

## Geografía
Fallbrook se encuentra ubicado en las coordenadas 33°22′18″N 117°14′10″O / 33.37167, -117.23611. Según la Oficina del Censo, la ciudad tiene un área total de 45,4 km² (17,5 mi²), de la cual 45,3 km² (17,5 mi²) es tierra y 0,1 km² (0 mi²) 0.28% es agua.

## Demografía
Los ingresos medios por hogar en la localidad eran de $43,778, y los ingresos medios por familia eran $48,157. Los hombres tenían unos ingresos medios de $31,615 frente a los $27,116 para las mujeres. La renta per cápita para la localidad era de $18,152. Alrededor del 14.7% de la población estaban por debajo del umbral de pobreza.